# Bonneuil-sur-Marne
Pour les articles homonymes, voir Bonneuil.
Bonneuil-sur-Marne est une commune française située dans le département du Val-de-Marne en région Île-de-France. Ses habitants s'appellent les Bonneuillois.

## Géographie

### Description

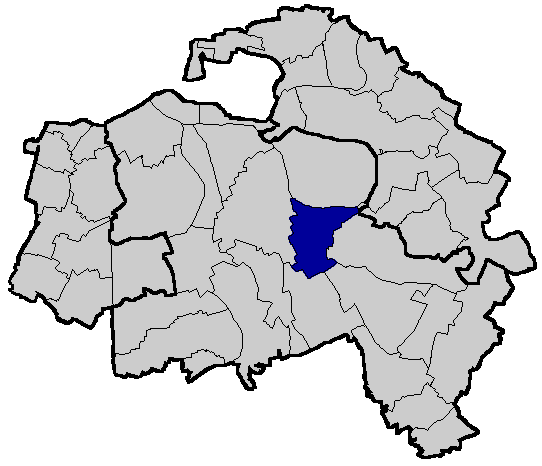
Localisation de Bonneuil-sur-Marne dans le Val-de-Marne

Bonneuil-sur-Marne est une commune de la banlieue sud-est de Paris, desservie par la RN 19 et située à 15 km de Notre-Dame de Paris.

### Communes limitrophes
| Créteil                  | Saint-Maur-des-Fossés | Sucy-en-Brie       |
| Créteil                  | Bonneuil-sur-Marne    | Sucy-en-Brie       |
| Créteil Limeil-Brévannes | Limeil-Brévannes      | Boissy-Saint-Léger |

### Hydrographie

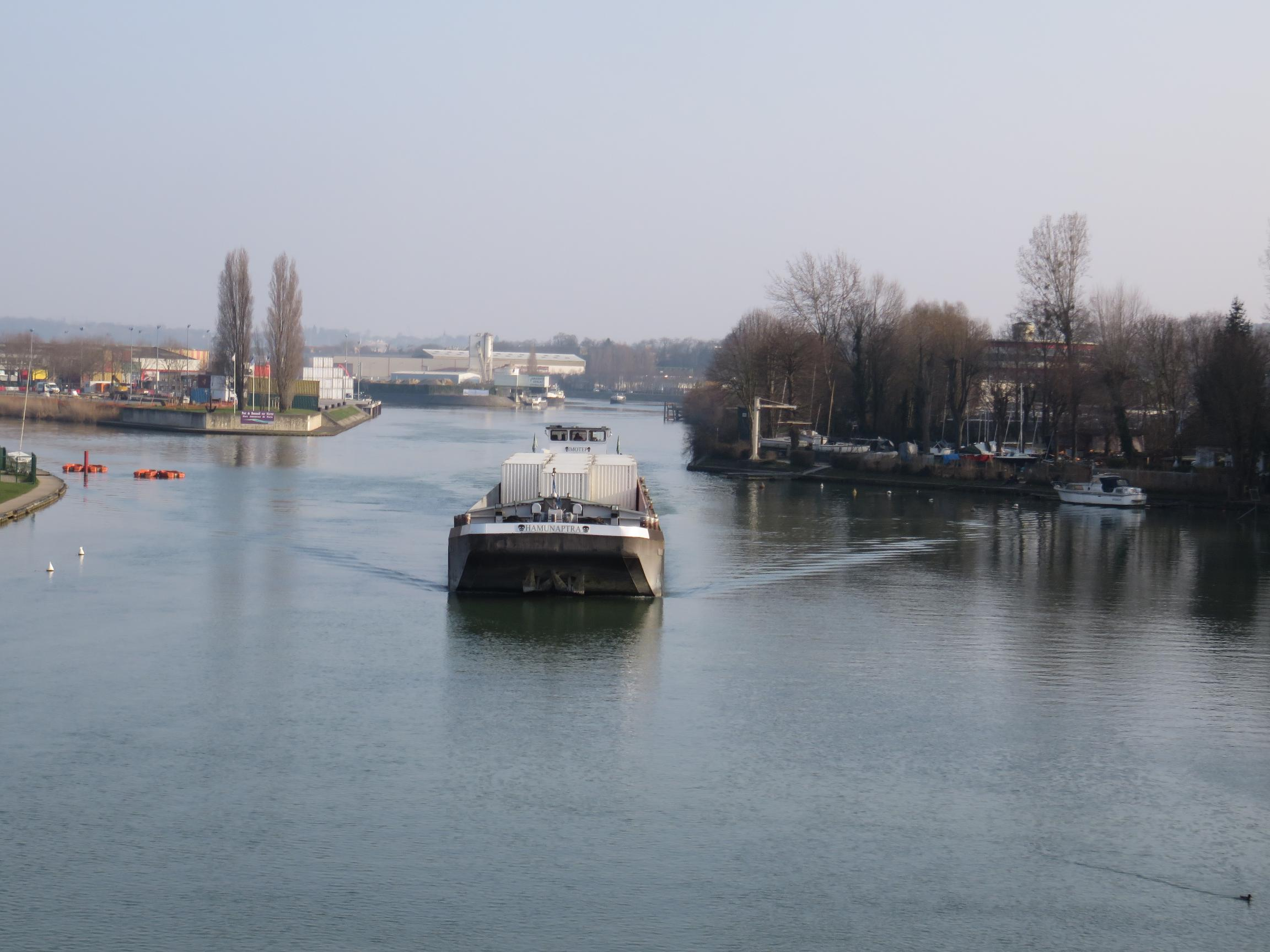
La Marne et l'entrée du Port de Bonneuil.

La commune est limitée au nord par la Marne, affluent de la Seine.
Le très important port de Bonneuil, port fluvial doté de deux darses et exploité par HAROPA (ex-Ports de Paris), est implanté entre la rivière et la ville.

### Voies de communication et transports
La commune est desservie par la RN 19.
La commune est desservie par des lignes de bus des réseaux RATP 104, 117, 308 et 393, Pays Briard 23, Marne et Seine 428, 439, 451 et la nuit par le Noctilien N32.
Ces lignes de bus permettent de se rendre rapidement à la ligne 8 du métro (Créteil-Prefecture) ou aux gares des communes voisines, car le RER A, qui passe à quelques mètres du port de Bonneuil, n'a pas de station à Bonneuil-sur-Marne. Ces gares sont les suivantes :
- RER A : Boissy-Saint-Léger, Sucy - Bonneuil et Champigny ;
- RER C : Choisy-le-Roi
- RER D : Créteil-Pompadour et Villeneuve-Saint-Georges
- RER E : Gare des Boullereaux-Champigny et Villiers-sur-Marne - Le Plessis-Trévise

La ligne de la grande ceinture de Paris, qui est une ligne de chemin de fer réservée au trafic de marchandises, passe également dans la commune où elle dispose d'une connexion avec le Port de Bonneuil.

### Climat
Pour des articles plus généraux, voir Climat de l'Île-de-France et Climat du Val-de-Marne.
En 2010, le climat de la commune est de type climat océanique dégradé des plaines du Centre et du Nord, selon une étude du CNRS s'appuyant sur une série de données couvrant la période 1971-2000. En 2020, Météo-France publie une typologie des climats de la France métropolitaine dans laquelle la commune est exposée à un climat océanique altéré et est dans la région climatique  Sud-ouest du bassin Parisien, caractérisée par une faible pluviométrie, notamment au printemps (120 à 150 mm) et un hiver froid (3,5 °C). 
Pour la période 1971-2000, la température annuelle moyenne est de 11,9 °C, avec une amplitude thermique annuelle de 15,4 °C. Le cumul annuel moyen de précipitations est de 647 mm, avec 10,7 jours de précipitations en janvier et 7,7 jours en juillet. Pour la période 1991-2020, la température moyenne annuelle observée sur la station météorologique la plus proche, située sur la commune de Limeil-Brévannes à 3 km à vol d'oiseau, est de 12,5 °C et le cumul annuel moyen de précipitations est de 656,1 mm,. Pour l'avenir, les paramètres climatiques de la commune estimés pour 2050 selon différents scénarios d'émission de gaz à effet de serre sont consultables sur un site dédié publié par Météo-France en novembre 2022.
| Mois                                  | jan.         | fév.             | mars        | avril         | mai           | juin        | jui.           | août        | sep.          | oct.            | nov.          | déc.            | année    |
| ------------------------------------- | ------------ | ---------------- | ----------- | ------------- | ------------- | ----------- | -------------- | ----------- | ------------- | --------------- | ------------- | --------------- | -------- |
| Température minimale moyenne (°C)     | 2,2          | 2,2              | 4,3         | 6,4           | 10,1          | 13,3        | 15,3           | 14,8        | 11,5          | 8,7             | 5,1           | 2,7             | 8        |
| Température moyenne (°C)              | 4,9          | 5,7              | 8,8         | 11,7          | 15,4          | 18,7        | 20,8           | 20,6        | 16,8          | 12,8            | 8,2           | 5,3             | 12,5     |
| Température maximale moyenne (°C)     | 7,7          | 9,2              | 13,4        | 16,8          | 20,7          | 24,1        | 26,5           | 26,4        | 22,2          | 17              | 11,3          | 8               | 16,9     |
| Record de froid (°C) date du record   | −12 08.01.10 | −11,6 07.02.1991 | −8 01.03.05 | −3 06.04.21   | 0 06.05.19    | 4 12.06.05  | 7,5 04.07.1990 | 7 21.08.14  | 3 25.09.02    | −3,5 30.10.1997 | −9 24.11.1998 | −9,5 29.12.1996 | −12 2010 |
| Record de chaleur (°C) date du record | 16 13.01.04  | 22 27.02.19      | 26 31.03.21 | 28,5 25.04.07 | 32,5 28.05.17 | 37 27.06.11 | 40 31.07.20    | 41 06.08.03 | 33,5 14.09.20 | 29 01.10.11     | 22 06.11.18   | 18 16.12.1989   | 41 2003  |
| Précipitations (mm)                   | 49,9         | 46,3             | 46,4        | 48,2          | 66,7          | 56,1        | 55,2           | 60          | 49,1          | 56,1            | 56,6          | 65,5            | 656,1    |

## Urbanisme

### Typologie
Au 1er janvier 2024, Bonneuil-sur-Marne est catégorisée grand centre urbain, selon la nouvelle grille communale de densité à sept niveaux définie par l'Insee en 2022.
Elle appartient à l'unité urbaine de Paris, une agglomération inter-départementale regroupant 407  communes, dont elle est une commune de la banlieue,,. Par ailleurs la commune fait partie de l'aire d'attraction de Paris, dont elle est une commune du pôle principal,. Cette aire regroupe 1 929 communes,.

### Morphologie urbaine
La commune possède cinq quartiers, Quartier République, Place des Libertés, la cité verdun, Saint-Exupéry souvent appelée la cité jaune, Fabien et le Vieux Bonneuil.

### Habitat et logement
En 2018, le nombre total de logements dans la commune était de 7 310, alors qu'il était de 6 589 en 2013 et de 6 548 en 2008.
Parmi ces logements, 96,3 % étaient des résidences principales, 0,1 % des résidences secondaires et 3,6 % des logements vacants. Ces logements étaient pour 18,6 % d'entre eux des maisons individuelles et pour 79,5 % des appartements.
Le tableau ci-dessous présente la typologie des logements à Bonneuil-sur-Marne en 2018 en comparaison avec celle du Val-de-Marne et de la France entière. Une caractéristique marquante du parc de logements est ainsi une proportion de résidences secondaires et logements occasionnels (0,1 %) inférieure à celle du département (1,8 %) et à celle de la France entière (9,7 %). Concernant le statut d'occupation de ces logements, 26,6 % des habitants de la commune sont propriétaires de leur logement (27,1 % en 2013), contre 45 % pour le Val-de-Marne et 57,5 pour la France entière.
| Typologie                                               | Bonneuil-sur-Marne | Val-de-Marne | France entière |
| ------------------------------------------------------- | ------------------ | ------------ | -------------- |
| Résidences principales (en %)                           | 96,3               | 92,5         | 82,1           |
| Résidences secondaires et logements occasionnels (en %) | 0,1                | 1,8          | 9,7            |
| Logements vacants (en %)                                | 3,6                | 5,7          | 8,2            |

Bonneuil-sur-Marne est la commune qui possède en 2015 le plus fort taux de logements sociaux du  Val-de-Marne avec 76,90 % de logements sociaux.
La ville possède de nombreux bâtiments vétustes destinés à la destruction comme dans la cité Fabien qui va subir une restructuration[réf. nécessaire].

## Toponymie
En latin Bonoïlum ou Bonogilum.
En chartes ou diplômes : Bonailum (616), Bonoilo villa (841, Reg.Imp.I., 1090), Bonogilo (847, Reg.Imp.I., 573)

## Histoire

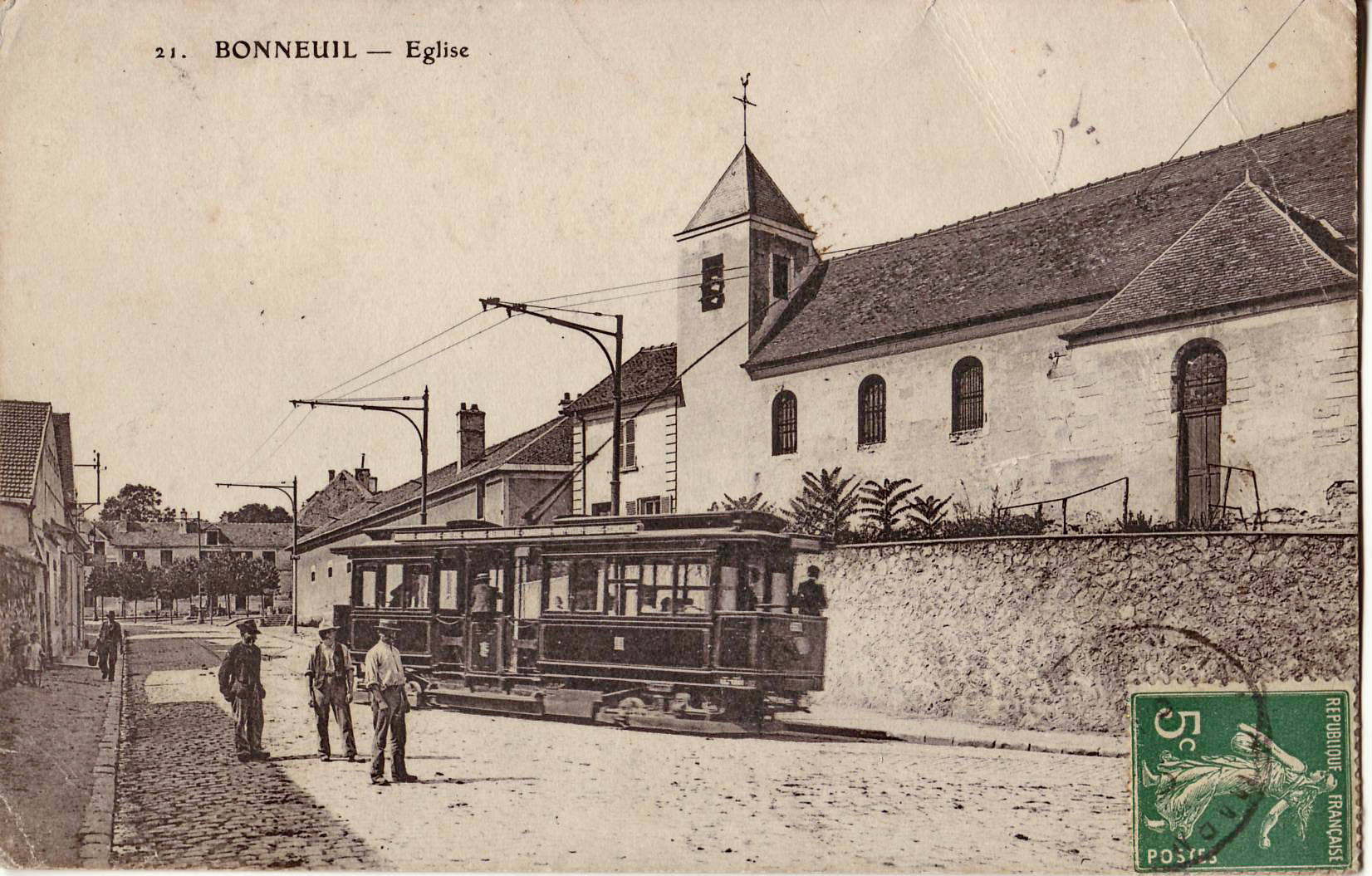
L'église, avant la Première Guerre mondiale.
Devant stationne un tramway pour Paris de la CGPT, lointain ancêtre de la RATP.

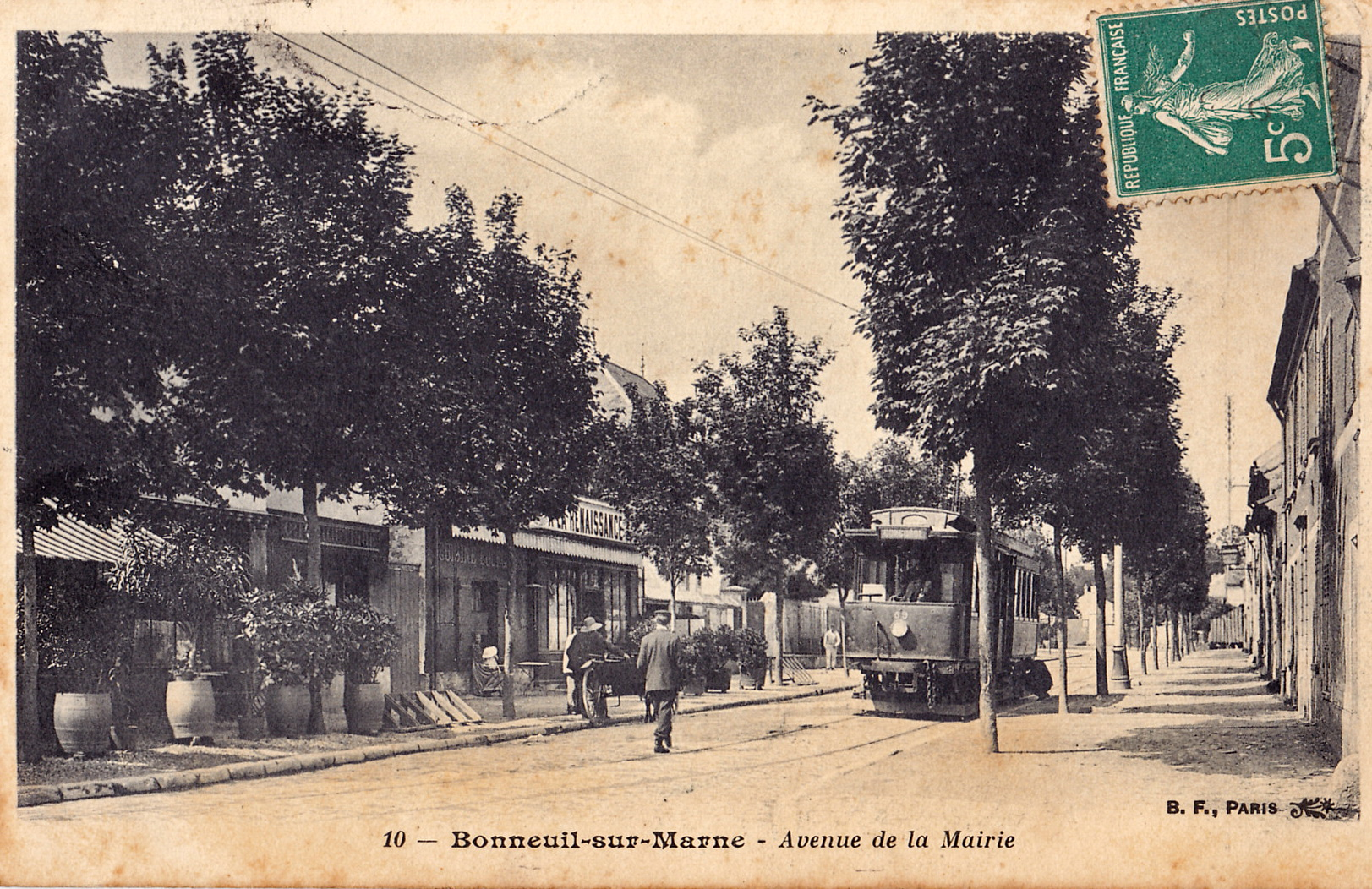
L'avenue de la Mairie, dans les années 1900.

Bonneuil faisait partie du domaine des rois francs.
En 616, Clotaire II convoqua à Bonailum une assemblée de ses leudes.
Il ne reste aucune trace du palais mérovingien, mais l'église date du XIIIe siècle.

## Politique et administration

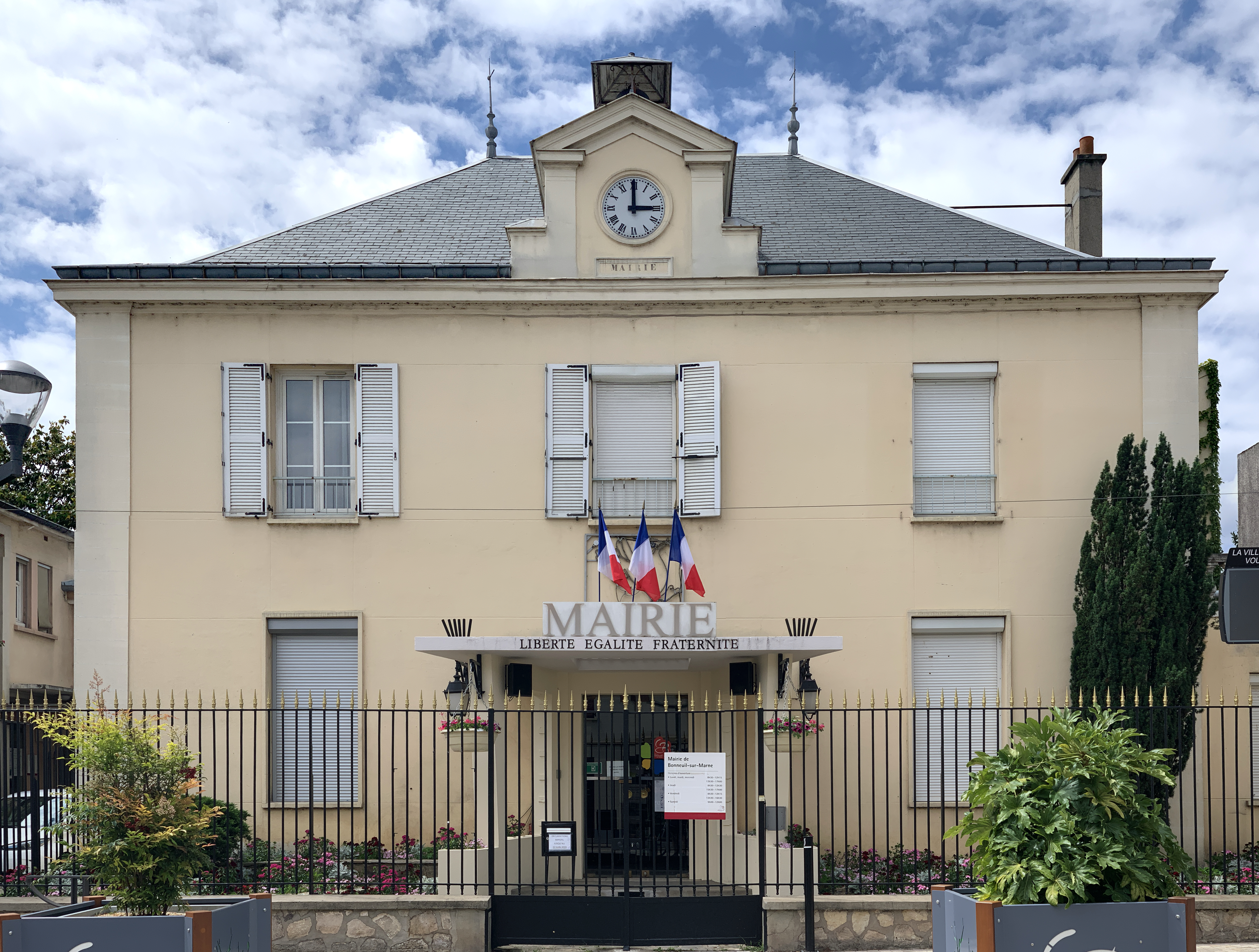
La mairie.

### Rattachements administratifs et électoraux
Rattachements administratifs
Antérieurement à la loi du 10 juillet 1964, la commune faisait partie du département de la Seine. La réorganisation de la région parisienne en 1964 fit que la commune appartient désormais au département du Val-de-Marne et à son arrondissement de Créteil, après un transfert administratif effectif au 1er janvier 1968.
Elle faisait partie de 1793 à 1893 du canton de Charenton-le-Pont, année où elle intègre le canton de Saint-Maur-des-Fossés de la Seine. Lors de la mise en place du Val-de-Marne, elle devient en 1967 le chef-lieu du canton de Bonneuil-sur-Marne. Dans le cadre du redécoupage cantonal de 2014 en France, cette circonscription administrative territoriale a disparu, et le canton n'est plus qu'une circonscription électorale.
Rattachements électoraux
Pour les élections départementales, la commune fait partie depuis 2014 du canton de Saint-Maur-des-Fossés-2.
Pour l'élection des députés, elle fait partie de la première circonscription du Val-de-Marne.

### Intercommunalité
Jusqu'en 2016, Bonneuil-sur-Marne n'était membre d'aucun établissement public de coopération intercommunale (EPCI) à fiscalité propre.
Dans le cadre de la mise en œuvre de la volonté gouvernementale de favoriser le développement du centre de l'agglomération parisienne comme pôle mondial est créée, le 1er janvier 2016, la métropole du Grand Paris (MGP), dont la commune est membre.
La loi portant nouvelle organisation territoriale de la République du 7 août 2015 prévoit également la création de nouvelles structures administratives regroupant les communes membres de la métropole, constituées d'ensembles de plus de 300 000 habitants, et dotées de nombreuses compétences, les établissements publics territoriaux (EPT).
La commune a donc également été intégrée le 1er janvier 2016 à l'établissement public territorial Grand Paris Sud Est Avenir par un décret du 11 décembre 2015. L'EPT  succède à trois intercommunalités supprimées à l'occasion de sa création.

### Tendances politiques et résultats
Lors du premier tour des élections municipales de 2020 dans le Val-de-Marne, la liste menée par le maire sortant Patrick Douet (PCF)  a remporté le scrutin, avec 77,28 % des suffrages exprimés, devançant largement la liste menée par Louise Geoffroy (22,72 %), l'abstention s'étant élevé à 70,17 %.

### Liste des maires
Quatre maires se sont succédé depuis la Libération de la France :
| Période          | Période                       | Identité                 | Étiquette | Qualité |
| ---------------- | ----------------------------- | ------------------------ | --------- | --- |
| 9 septembre 1944 | 26 mars 1971                  | Henri Arlès, (1898-1995) | PCF       | Ouvrier puis artisan souffleur de verre Maire de 1935 à 1939, suspendu par le gouvernement Daladier à la suite de la signature du Pacte germano-soviétique.       |
| 26 mars 1971     | 9 janvier 2004                | Bernard Ywanne,          | PCF       | Instituteur, maire honoraire Premier adjoint (1965 → 1971) Conseiller général de Bonneuil-sur-Marne (1979 → 1998) Chevalier de la Légion d'honneur Démissionnaire |
| 9 janvier 2004   | 24 janvier 2021,              | Patrick Douet,           | PCF       | Agent de la Poste, maire honoraire Adjoint au maire (2001 → 2004) Conseiller général de Bonneuil-sur-Marne (2011 → 2015) Démissionnaire pour raisons de santé     |
| 24 janvier 2021  | En cours (au 24 janvier 2021) | Denis Öztorun            | PCF       | Cadre administratif et commercial d'entreprise Premier adjoint (? → 2021) Vice-président de l'EPT Grand Paris Sud Est Avenir                                      |

### Jumelages
La ville n'est jumelée avec aucune autre ville[Quand ?].

## Population et société

### Démographie
L'évolution du nombre d'habitants est connue à travers les recensements de la population effectués dans la commune depuis 1793. Pour les communes de plus de 10 000 habitants les recensements ont lieu chaque année à la suite d'une enquête par sondage auprès d'un échantillon d'adresses représentant 8 % de leurs logements, contrairement aux autres communes qui ont un recensement réel tous les cinq ans,.

En 2022, la commune comptait 18 340 habitants, en évolution de +5,09 % par rapport à 2016 (Val-de-Marne : +3 %, France hors Mayotte : +2,11 %).
| 1793 | 1800 | 1806 | 1821 | 1831 | 1836 | 1841 | 1846 | 1851 |
| ---- | ---- | ---- | ---- | ---- | ---- | ---- | ---- | ---- |
| 172  | 251  | 208  | 204  | 255  | 332  | 292  | 310  | 285  |

| 1856 | 1861 | 1866 | 1872 | 1876 | 1881 | 1886 | 1891 | 1896 |
| ---- | ---- | ---- | ---- | ---- | ---- | ---- | ---- | ---- |
| 315  | 364  | 341  | 331  | 417  | 410  | 511  | 535  | 622  |

| 1901 | 1906 | 1911 | 1921  | 1926  | 1931  | 1936  | 1946  | 1954  |
| ---- | ---- | ---- | ----- | ----- | ----- | ----- | ----- | ----- |
| 674  | 756  | 770  | 1 048 | 1 364 | 2 084 | 2 489 | 2 582 | 3 569 |

| 1962  | 1968   | 1975   | 1982   | 1990   | 1999   | 2006   | 2011   | 2016   |
| ----- | ------ | ------ | ------ | ------ | ------ | ------ | ------ | ------ |
| 7 090 | 12 317 | 16 180 | 14 593 | 13 626 | 15 889 | 16 361 | 16 237 | 17 452 |

| 2021   | 2022   | - | - | - | - | - | - | - |
| ------ | ------ | - | - | - | - | - | - | - |
| 18 750 | 18 340 | - | - | - | - | - | - | - |

### Enseignement
La commune possède 4 écoles publiques, 1 école privée et 1 école publique, ainsi qu'un collège public : le collège Paul Eluard.

### Sports
La commune possède trois écoles publiques possédant chacune un gymnase. L'un de ces gymnases porte le nom de Léa Maury (1905-1943), résistante française.
La commune possède une piscine municipale.

### Cultes
- Église Saint-Paul-de-la-Plaine, rue des Beaux-Regards[33], qui était une chapelle jusqu'en 2009
- Église Saint-Martin, rue de l'Église[34].

## Culture locale et patrimoine

### Lieux et monuments
- Le château du Rancy.

### Personnalités liées à la commune
- Jean Métellus (1937-2014), neurologue, poète, essayiste et romancier haïtien, citoyen d'honneur de la ville.

### Héraldique, logotype et devise

Logo de la municipalité jusqu'en 2022.

| Blason de Bonneuil-sur-Marne | Blason  | De gueules aux trois ancres d'or, au chef d'azur chargé d'un soleil aussi d'or, à la divise ondée d'argent brochant sur le trait du chef. Devise / CriLabor Pax Libertas (travail, paix, liberté). Cette devise a été imaginée par Henri Arlès, élu maire de la ville en 1935, elle fait référence à un slogan communiste de l'époque, une version un peu différente : "le pain, la paix, la liberté" sera d'ailleurs l'un des slogans plus célèbres du Front populaire l'année suivante. |
| Blason de Bonneuil-sur-Marne | Détails | Le statut officiel du blason reste à déterminer. |

## Pour approfondir